# Scurcola Marsicana
Scurcola Marsicana is een gemeente in de Italiaanse provincie L'Aquila (regio Abruzzen) en telt 2625 inwoners (31-12-2004). De oppervlakte bedraagt 30,0 km², de bevolkingsdichtheid is 83 inwoners per km².
De volgende frazioni maken deel uit van de gemeente: Cappelle dei Marsi.

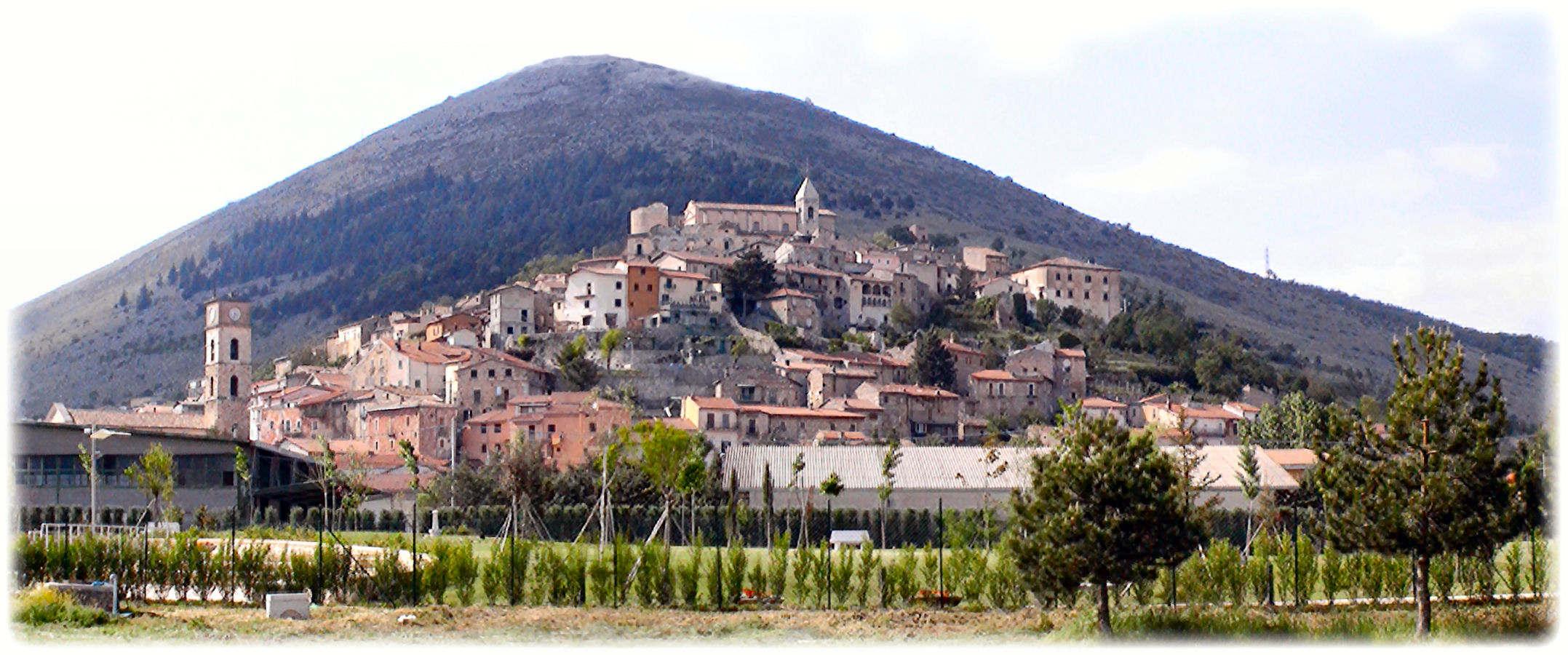
Scurcola Marsicana
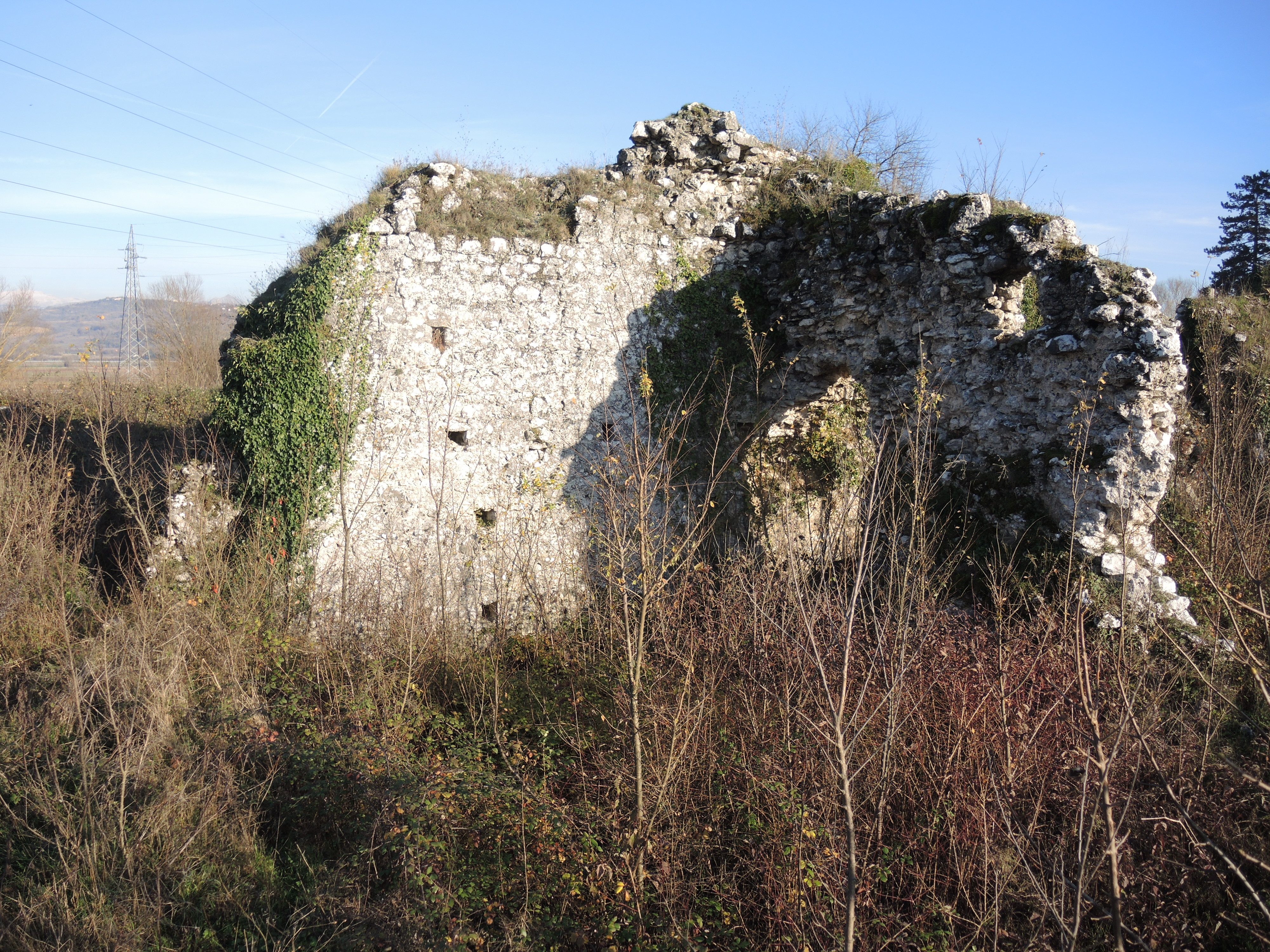
Abdij Santa Maria della Vittoria, Scurcola Marsicana
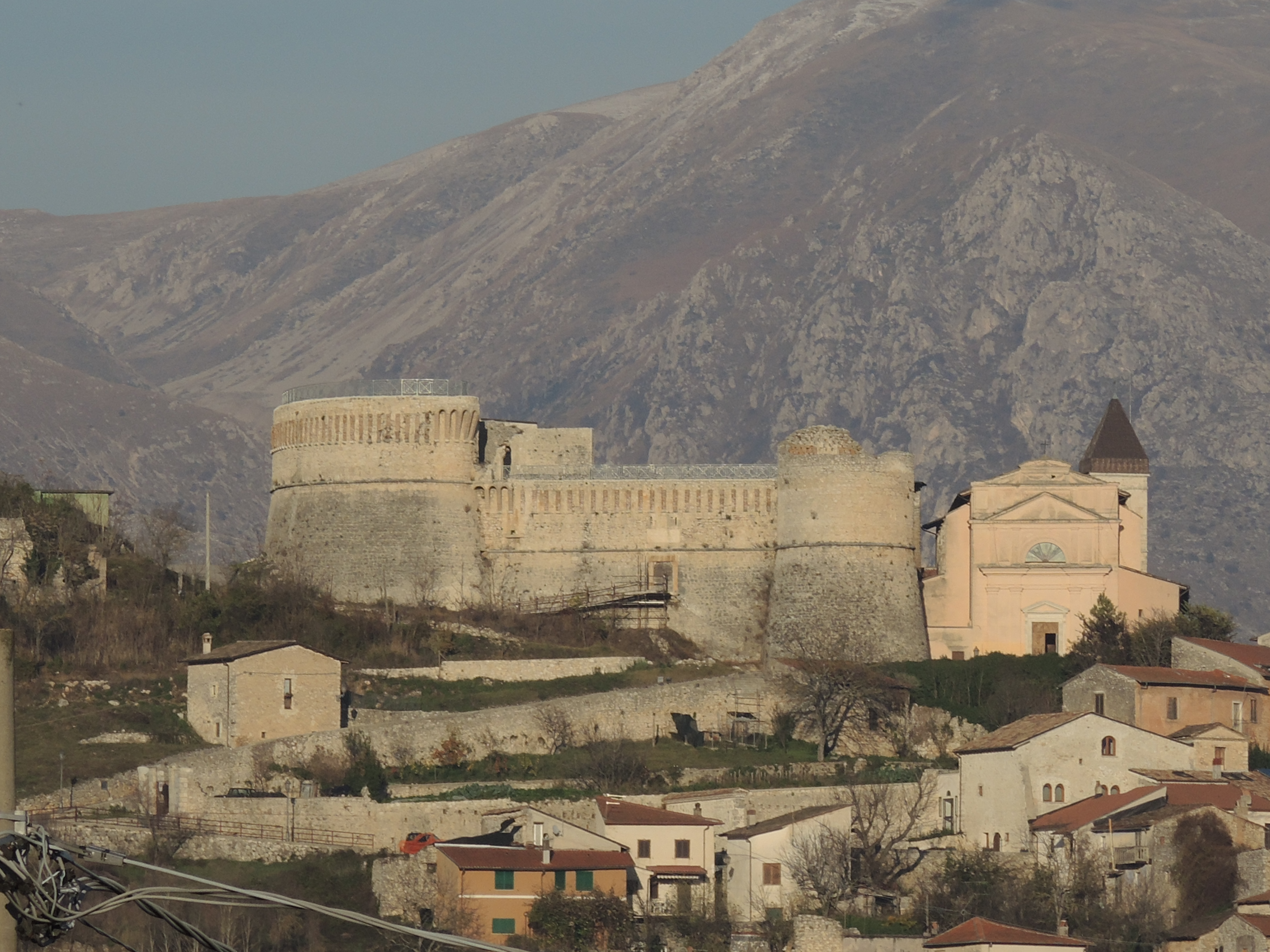
Rocca Orsini, Scurcola Marsicana
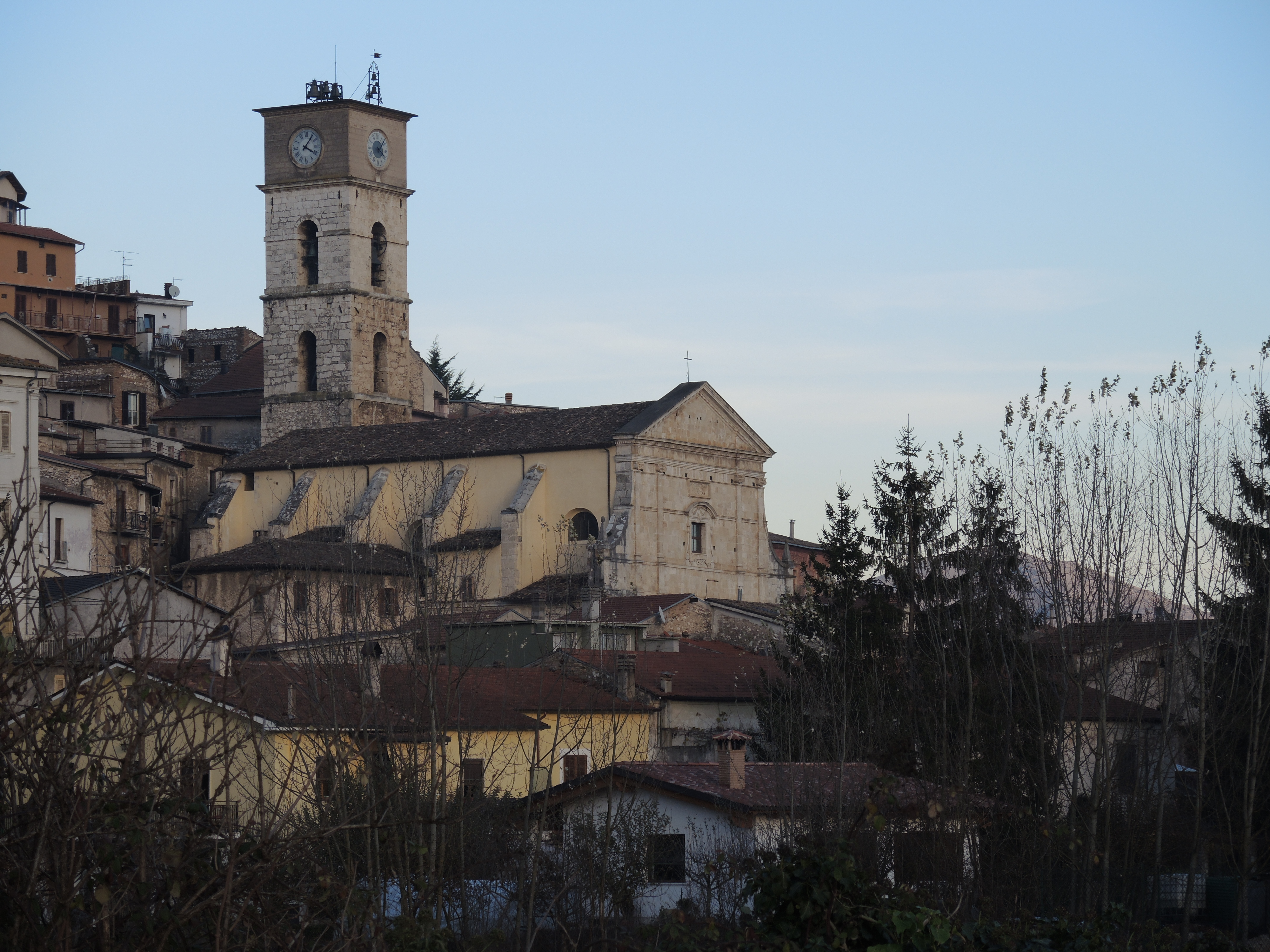
Kerk van de heilige triniteit, Scurcola Marsicana
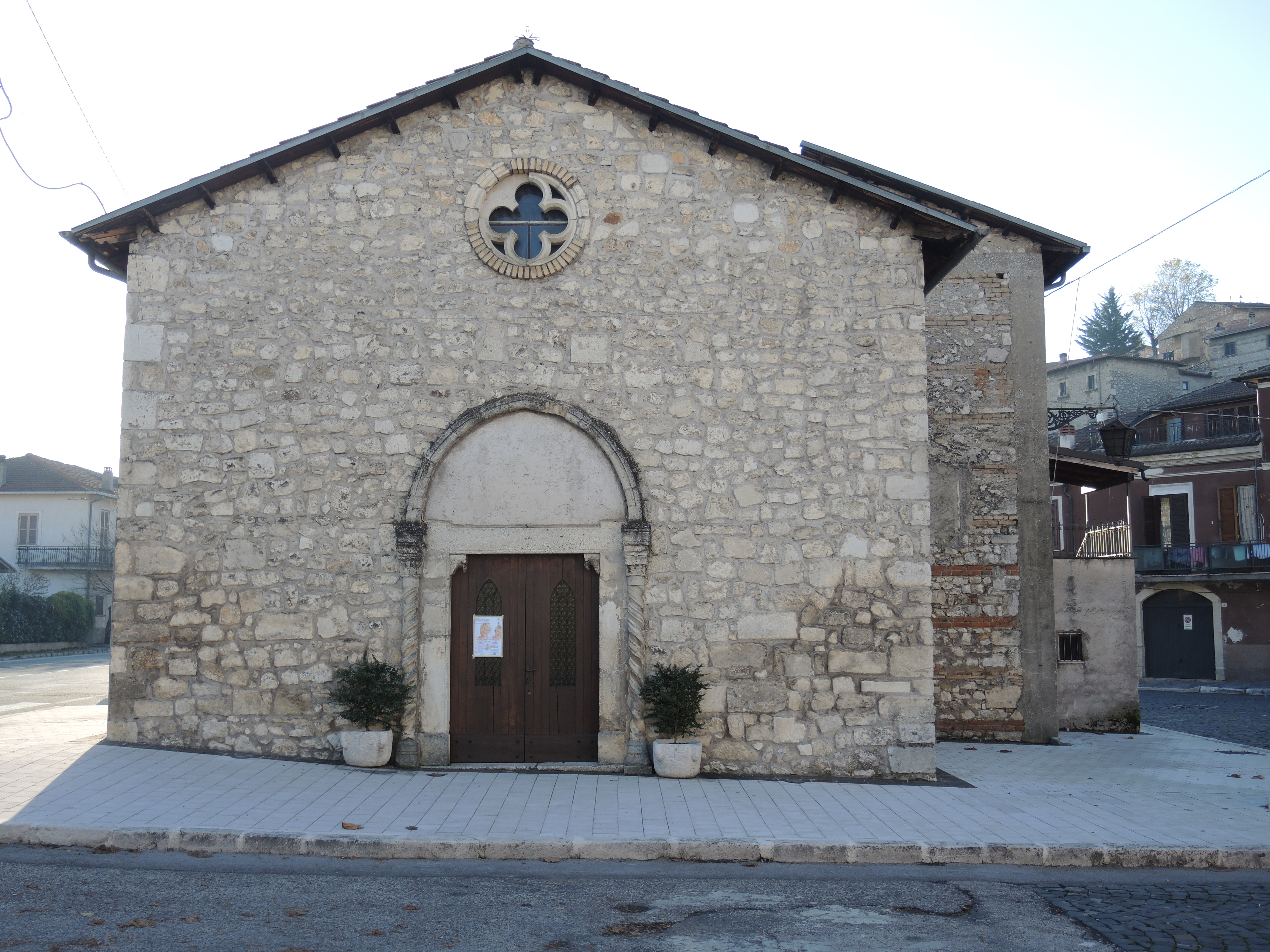
Kerk van Sant'Egidio, Scurcola Marsicana
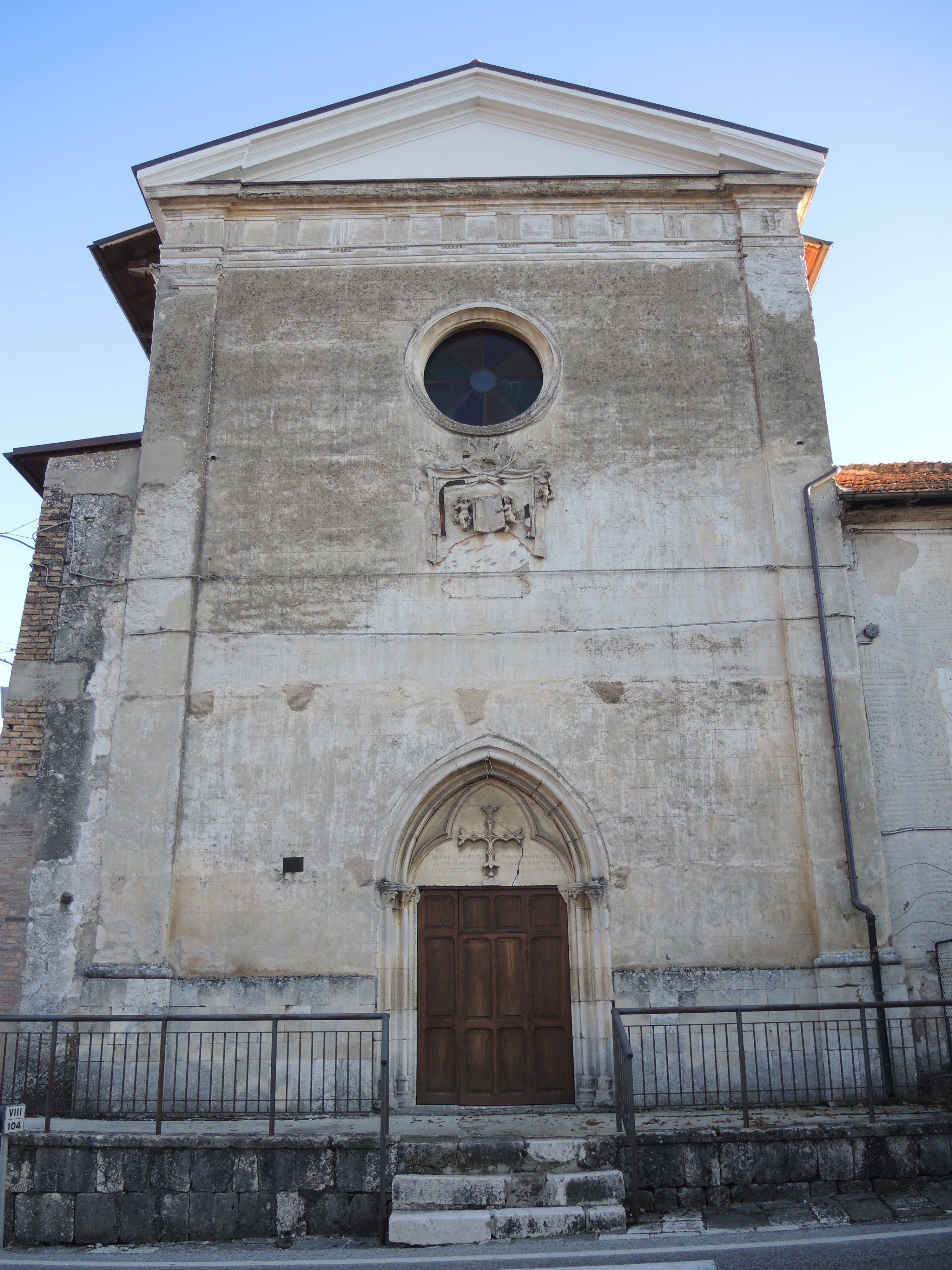
Kerk van Sant'Antonio, Scurcola Marsicana

## Demografie
Scurcola Marsicana telt ongeveer 1020 huishoudens. Het aantal inwoners steeg in de periode 1991-2001 met 7,2% volgens cijfers uit de tienjaarlijkse volkstellingen van ISTAT.
| Jaar | Inwoneraantal |
| ---- | ------------- |
| 1991 | 2332          |
| 2001 | 2501          |

## Geografie
De gemeente ligt op ongeveer 700 m boven zeeniveau.
Scurcola Marsicana grenst aan de volgende gemeenten: Avezzano, Capistrello, Magliano de' Marsi, Massa d'Albe, Tagliacozzo.